# Kašperské Hory

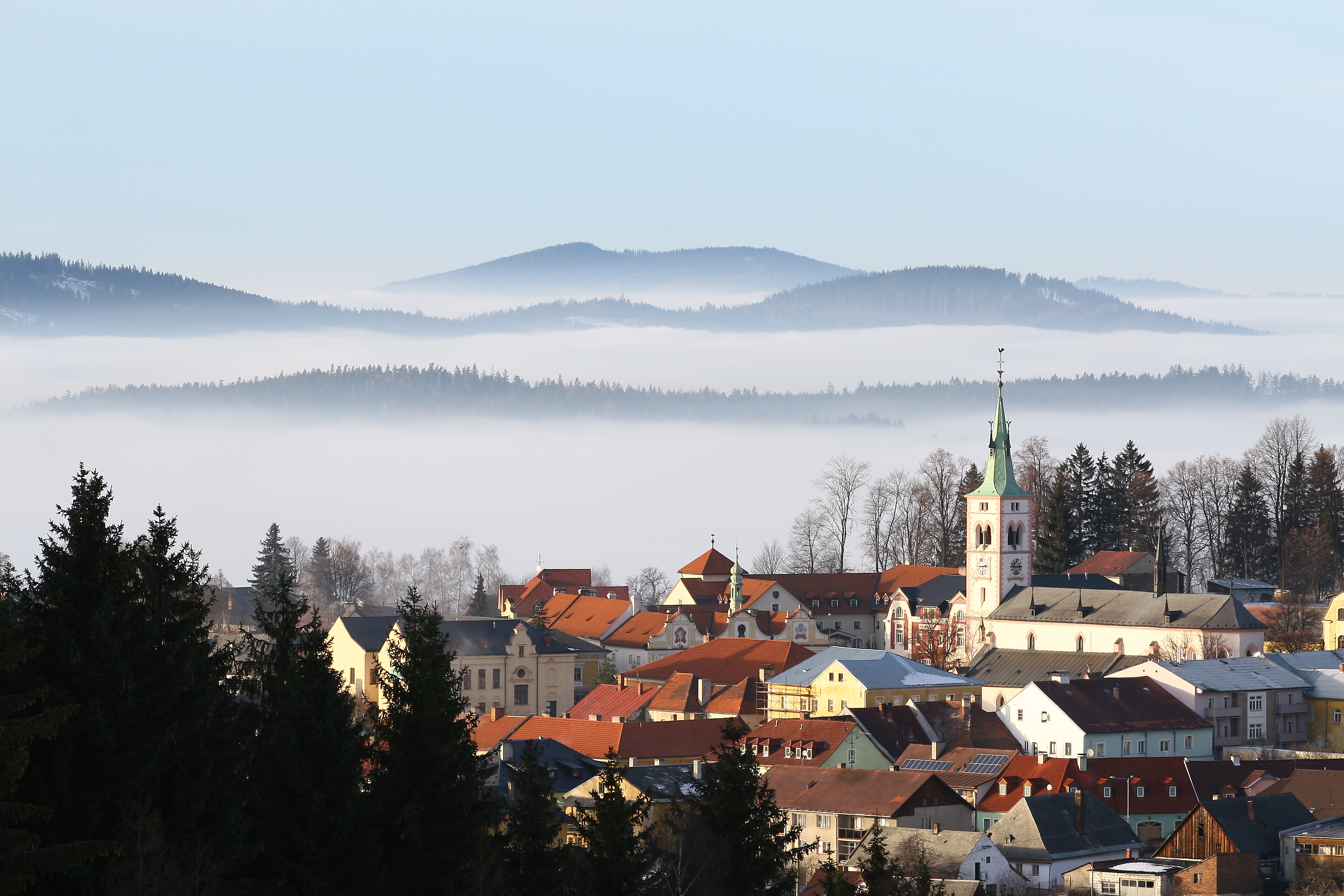
Sicht vom Lišák auf Kašperské Hory

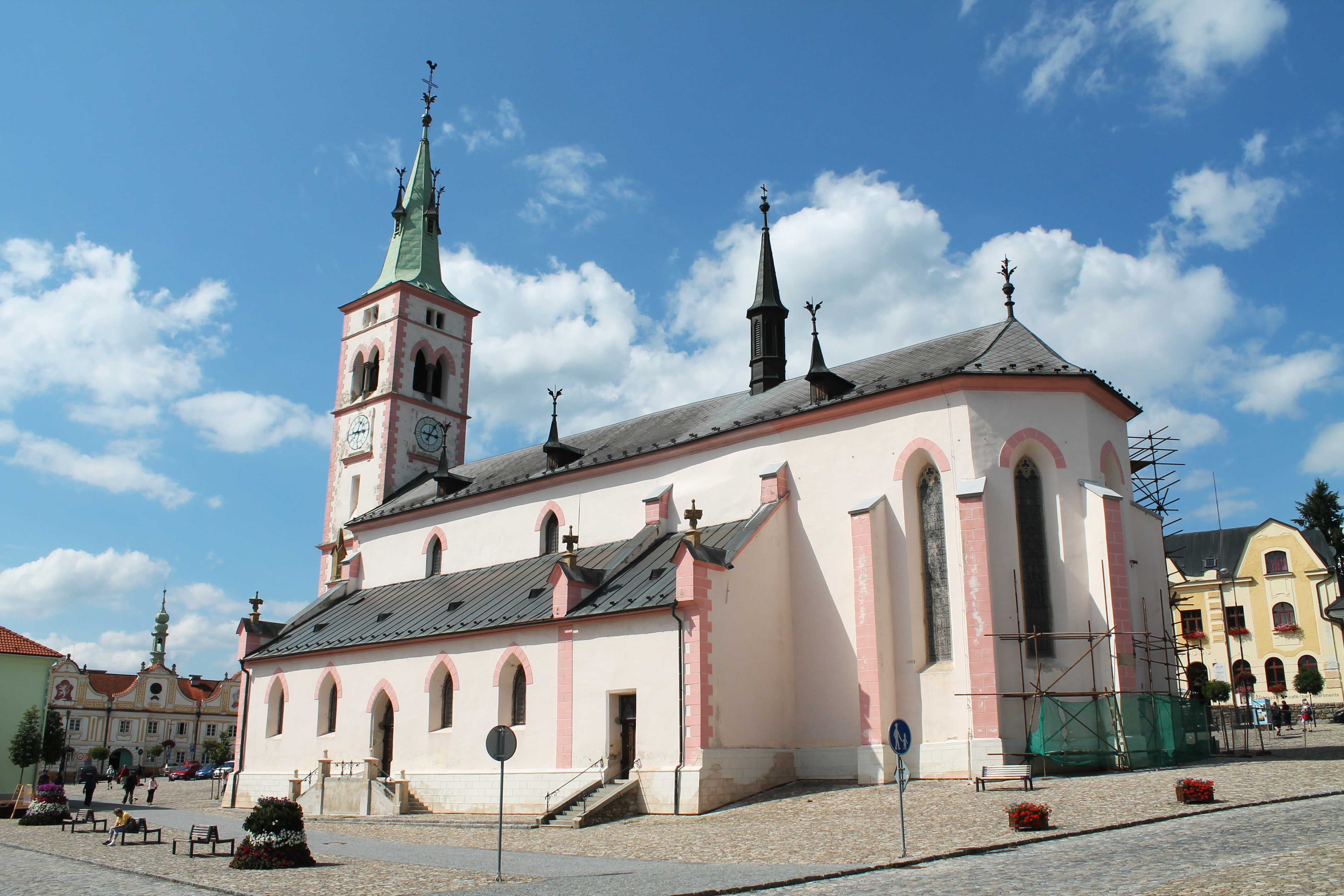
Kirche der hl. Margarethe

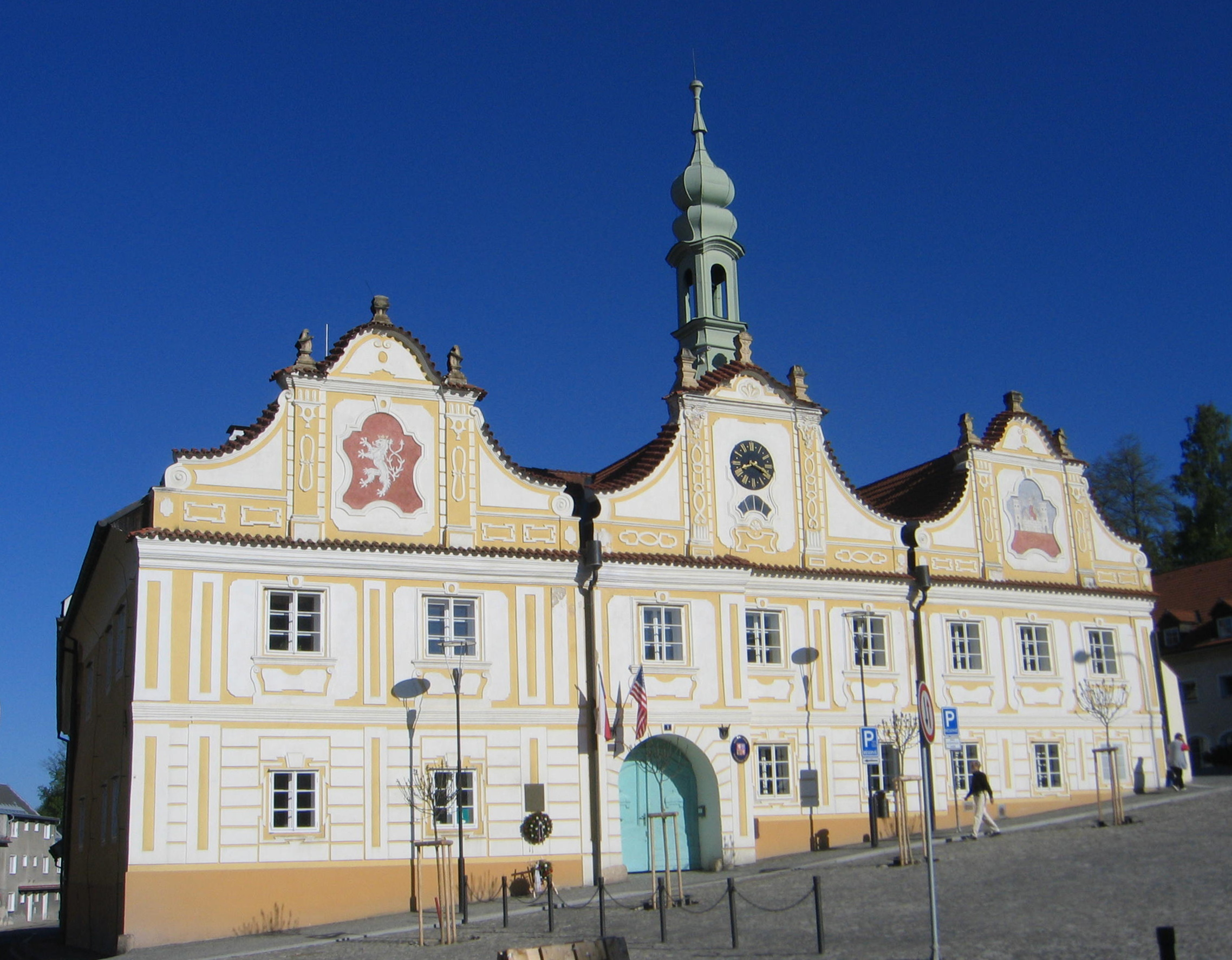
Rathaus

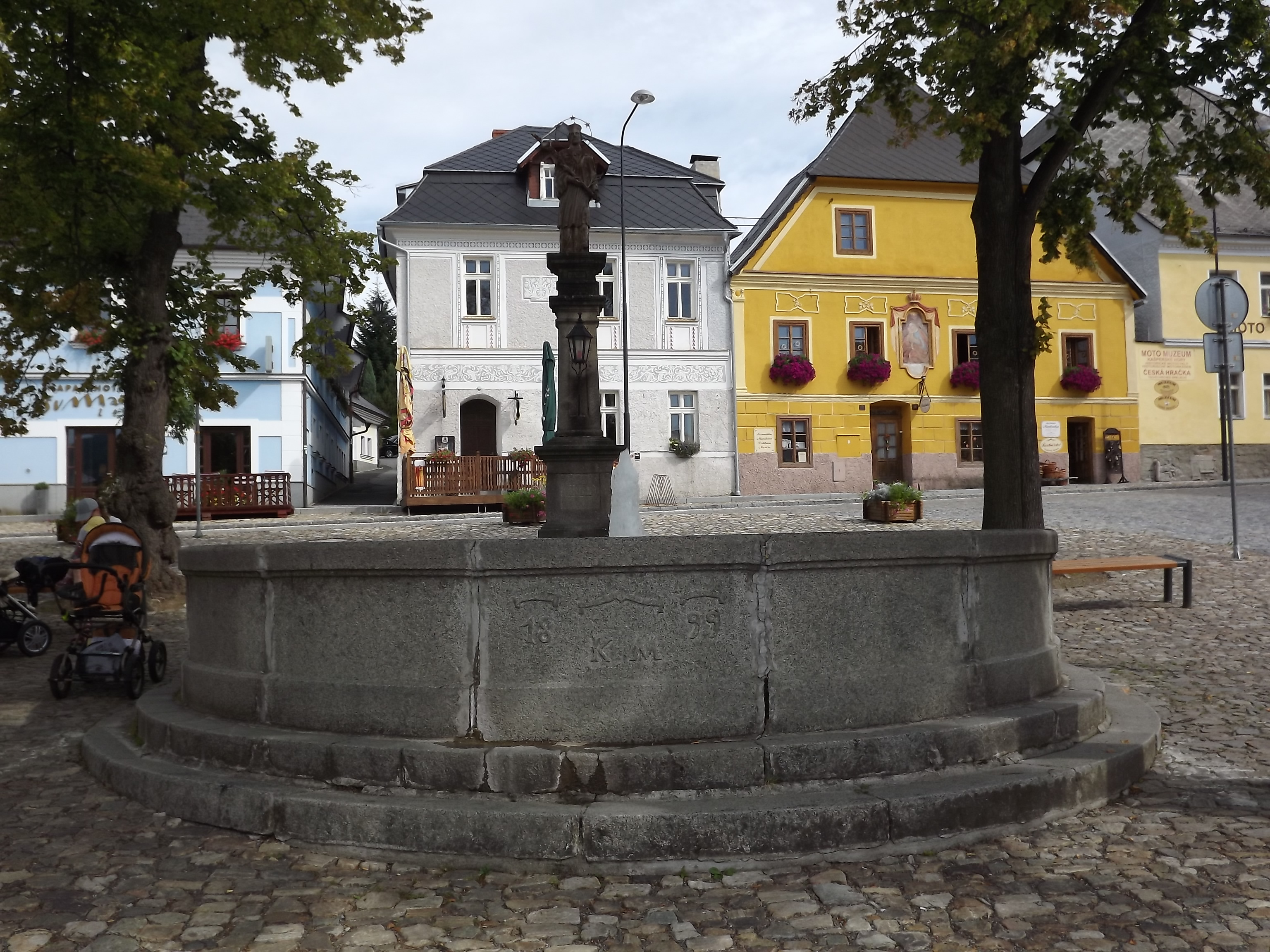
Marktbrunnen und Statue des hl. Johannes von Nepomuk

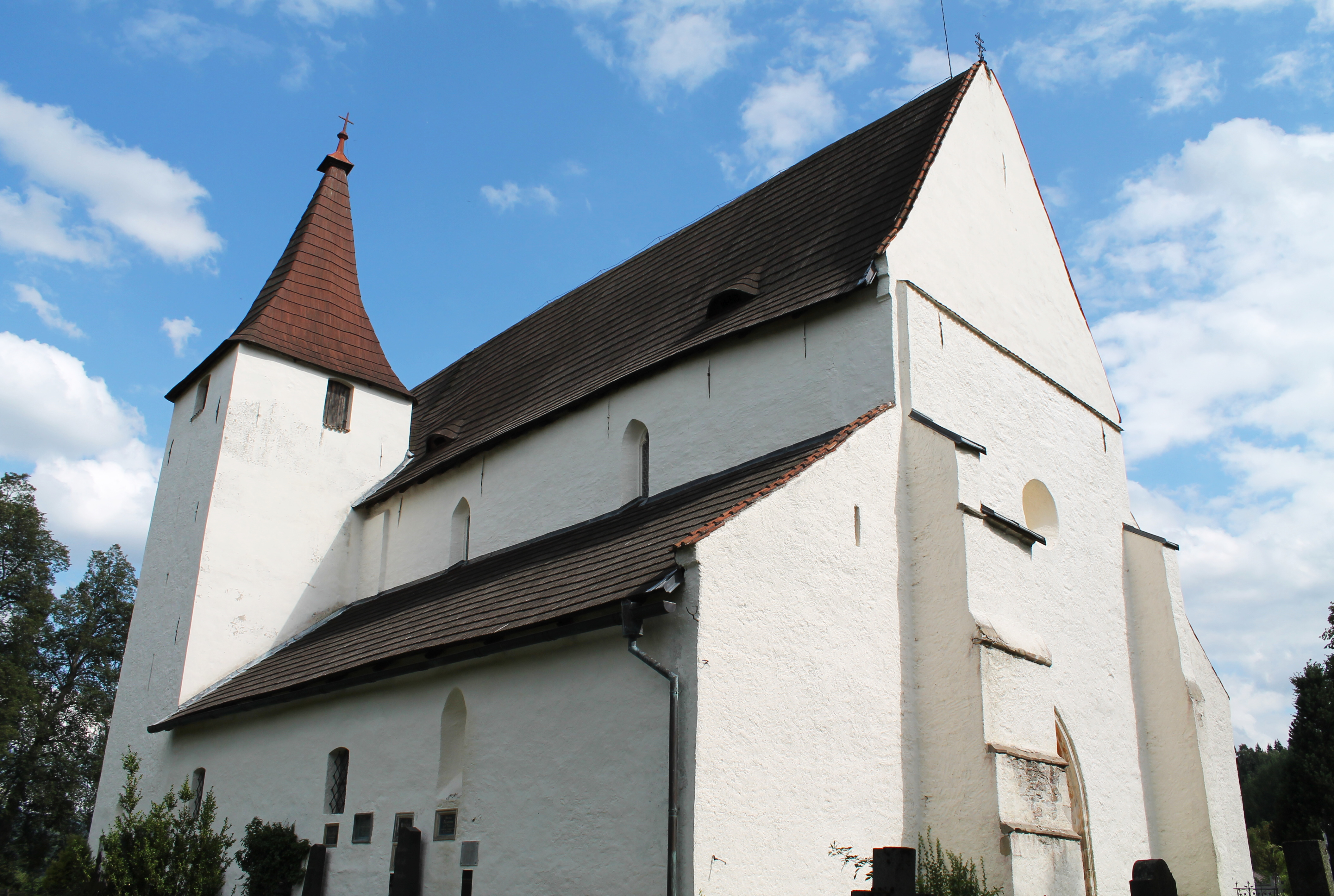
Kirche St. Nikolaus

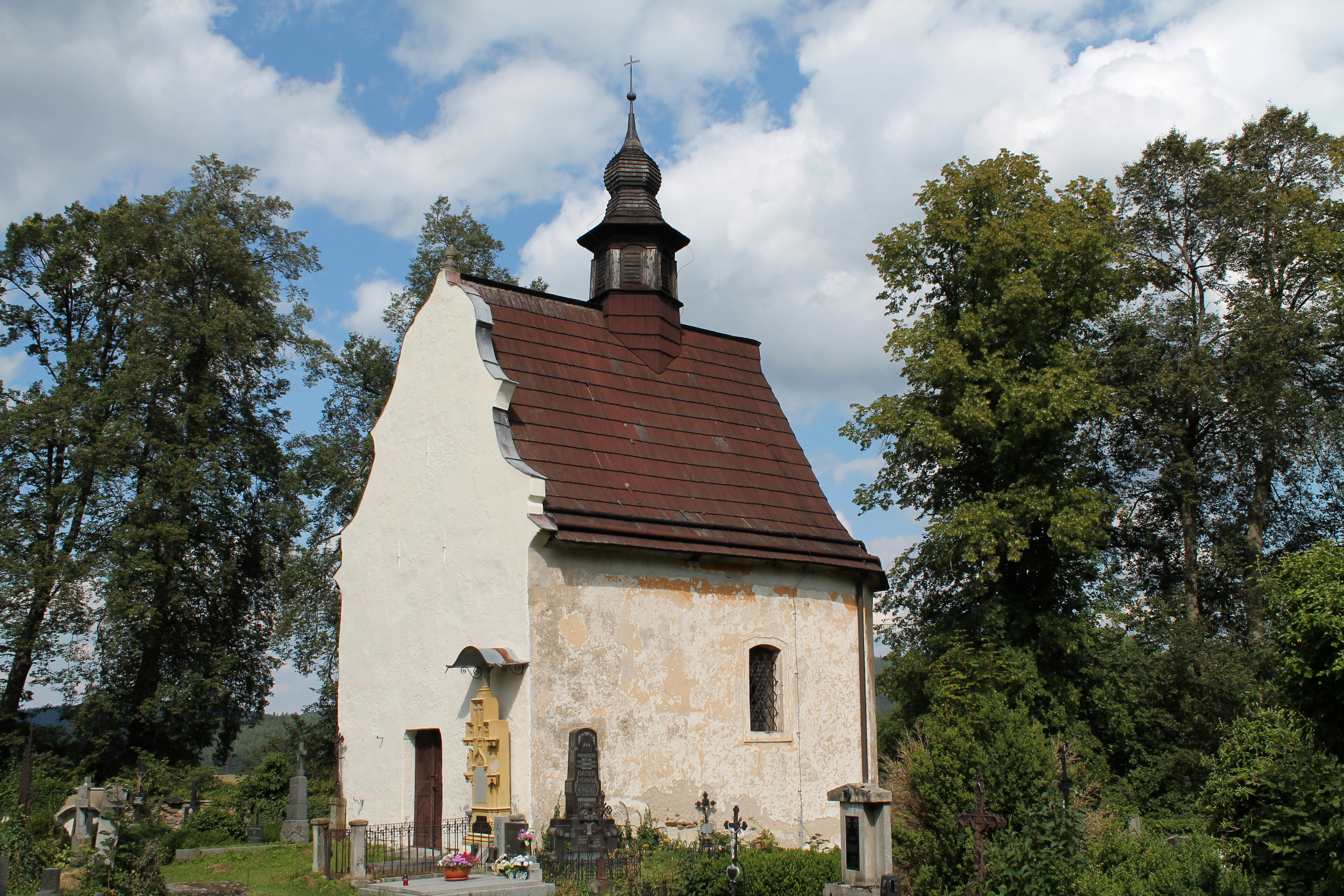
Kapelle St. Anna

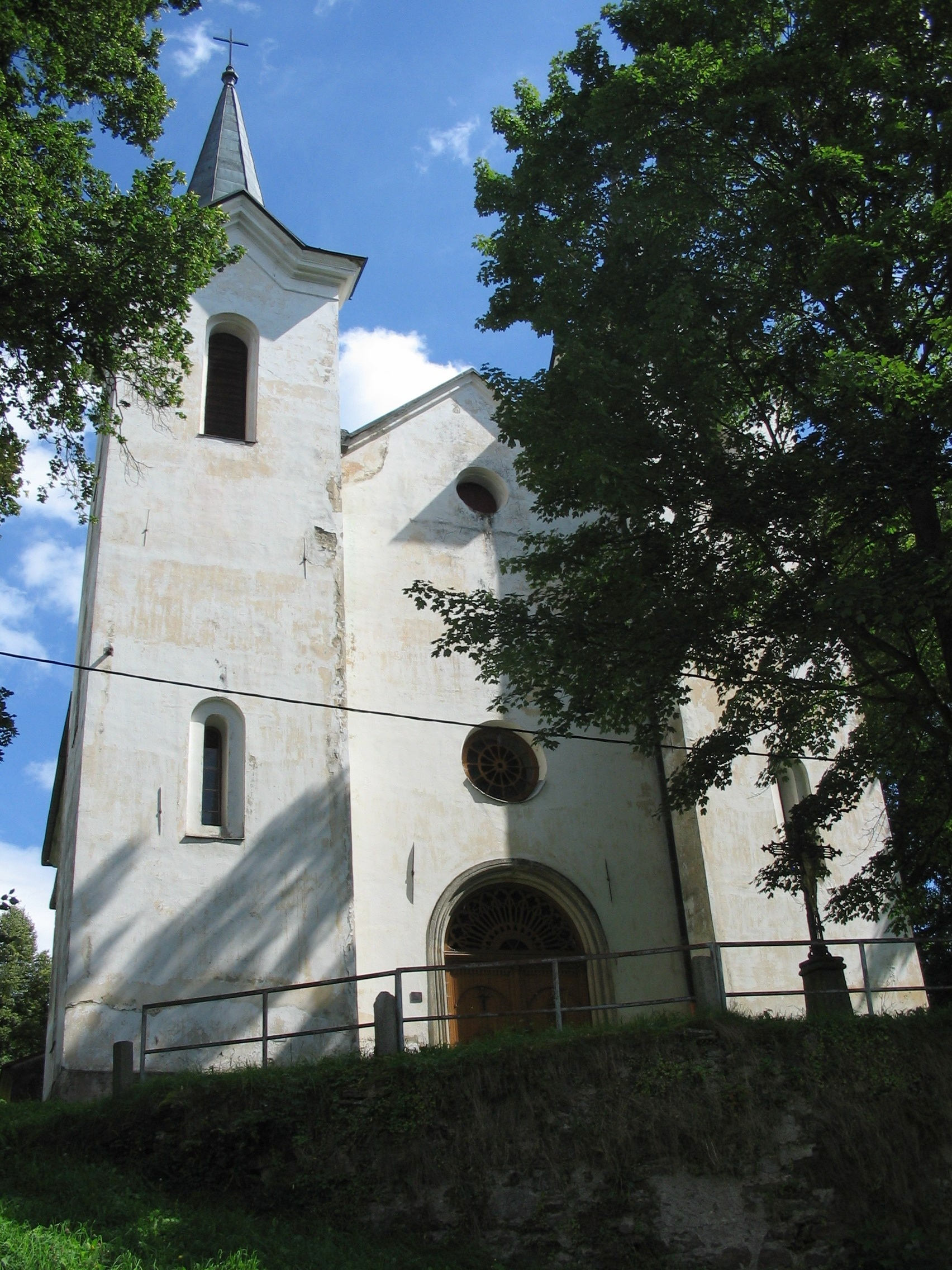
Kirche Maria Schnee

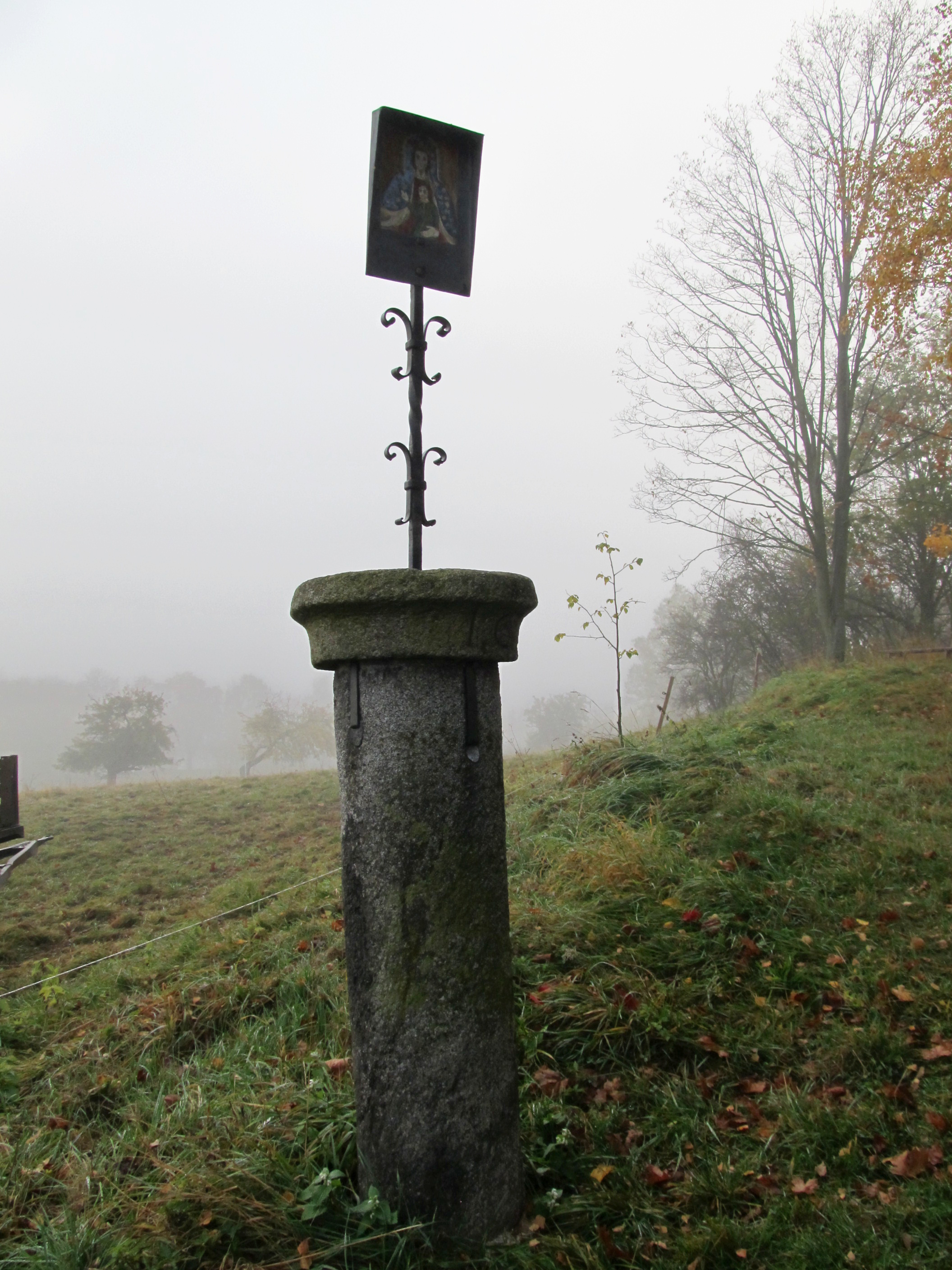
Pranger

Kašperské Hory (deutsch: Bergreichenstein, früher auch Reichenstein) ist eine Stadt in Tschechien. Sie liegt elf Kilometer südlich von Sušice und gehört zum Okres Klatovy. Kašperské Hory ist die höchstgelegene  gotische Stadt Böhmens.

## Geographie

### Geographische Lage
Kašperské Hory befindet sich im Böhmerwald auf einem Sattel zwischen den Tälern der Losenice und ihres Zuflusses Zlatý potok sowie des Opolenecký potok (Oppelitzer Bach). Nordöstlich erhebt sich der Zámecký vrch (Schlossberg, 921 m), im Osten der Ždánov (Zosumberg, 1064 m) und der Chlum (Holm, 962 m), südöstlich der Suchý vrch (958 m), im Süden der Lišák (Füchselberg, 794 m) und der Lídlovský kopec (834 m), westlich der Šibeniční vrch (Galgenberg, 805 m) und die Vinice (812 m) sowie Nordwesten die Borovina (729 m). Die Stadt liegt im Landschaftsschutzgebiet Šumava, nördlich erstreckt sich der Naturpark Kašperská vrchovina. Östlich von Kašperské Hory liegt das Naturreservat Nebe, südlich erstreckt sich das Naturreservat Amálino údolí. Durch Kašperské Hory führt die Staatsstraße II/145 zwischen Vimperk und Hartmanice.

### Gemeindegliederung
Die Stadt Kašperské Hory besteht aus den Ortsteilen Červená (Rothsaifen), Dolní Dvorce (Unterhöfen), Kašperské Hory (Bergreichenstein), Kavrlík (Gaierle), Lídlovy Dvory (Liedlhöfen), Opolenec (Oppelitz), Podlesí (Vogelsang), Tuškov (Duschowitz) und Žlíbek (Rindlau). Grundsiedlungseinheiten sind Cikánka, Červená, Dolní Dvorce, Kašperské Hory, Kavrlík, Lídlovy Dvory, Opolenec, Tuškov und Žlíbek. Zu Kašperské Hory gehören außerdem die Rotten České Domky und Trnové Dvory (Dornhof) sowie die Einschichten Bajerov bzw. Na Šobru (Bayerhof), Bilý Potok (Weißenbacherhof), Císařský Dvůr (Kaiserhof), Hutašín (Hutischin), Karlina Pila (Karlmühle), Nový Dvůr (Neuhof), Příčná (Pritschen), Svatá Anna (St. Annen), U Jakubů, U Janoty und V Nebí (Himmelreich).
Das Gemeindegebiet gliedert sich in die Katastralbezirke Červená u Kašperských Hor, Dolní Dvorce u Kašperských Hor, Kašperské Hory, Kavrlík, Lídlovy Dvory, Opolenec, Tuškov und Žlíbek. Auf den Gemeindefluren liegen die Wüstungen Buzošná (Riesenbach), Flusárna (Flußhaus), Russen, Stará Huť u Podlesí (Althütten am Vogelsang) und U Matesa (Steindl).

### Nachbargemeinden
Nachbarorte sind Tuškov, Dolní Dvorce, U Janoty, U Jakubů, Nový Dvůr und Žlíbek im Norden, České Domky, Nezdice na Šumavě und Kavrlík im Nordosten, Cikánka, Ždánov, Peklo und Řetenice im Osten, Nicov, Studenec und Bajerov im Südosten, Červená, Hutašín, Lídlovy Dvory, Císařský Dvůr und Podlesí im Süden, Malý Kozí Hřbet, Velký Kozí Hřbet und Svojše im Südwesten, Rejštejn und Klášterský Mlýn im Westen sowie Radešov und Opolenec im Nordwesten.

## Geschichte
Reichenstein entstand im 13. Jahrhundert als Ansiedlung von Bergleuten, nachdem in der Gegend Goldlagerstätten entdeckt worden waren. Die erste schriftliche Erwähnung stammt aus dem Jahre 1337. Zu dieser Zeit stand der Goldbergbau bereits in voller Blüte. Nach Kaspar Maria von Sternberg sollen über 300 Quick- und Goldmühlen in Betrieb gewesen sein; die reiche Bergsiedlung soll König Johann von Luxemburg mit 600 Mann bei einem Feldzug gegen die Festung Landeshut (heute: Kamienna Góra) unterstützt haben.
Im Jahre 1345 erhob Johann von Luxemburg die Siedlung zur Bergstadt und erteilte ihr Zoll- und Mautfreiheit sowie ein Wappen, das einen Arm mit Hammer und zwei Bergeisen zeigte; dieses bildet heute das Stadtwappen von Rejštejn. Schon vor 1345 war die Bergsiedlung im Besitz der Dörfer Haidl (Zhůří) und Innergefild und hielt Anteile an Nezditz, Ostružno, Pohorsko und Damitsch (Damíč).
Zwischen 1360 und 1365 ließ Karl IV. nördlich des Städtchens die königliche Burg Karlsberg erbauen und 1366 den Goldenen Steig in neuer Route über Reichenstein nach Passau und dem Salzkammergut führen. Von Karlsberg und der damit verbundenen Herrschaft entwickelte sich der tschechische Ortsname Karlspersky Hory durch Verballhornung zum heutigen Kašperské Hory.
Im 15. Jahrhundert waren 40 Gruben in Betrieb, der Bergbau erfolgte auch weiterhin nur in geringer Teufe. König Maximilian II. 1572 verlieh der Stadt Bergreichenstein ein eigenes Wappen. Im Jahre 1580 kaufte die Stadt das Dorf Schröbersdorf (Radešov) samt Mühle und Wirtshaus für 1450 Schock Meißnische Groschen von Albrecht von Seeberg. 1584 erhob König Rudolf II. Bergreichenstein und Unterreichenstein zu Königlichen Bergstädten und verkaufte der Stadt Bergreichenstein die Herrschaft Karlsberg für 4450 Schock Böhmische Groschen, die Burg Karlsberg behielt er aber weiterhin als Eigentum. Mit diesem Kauf erlosch die Herrschaft Karlsberg, jedoch wurde die Bezeichnung noch bis ins 18. Jahrhundert für die Herrschaft Bergreichenstein weiterverwendet. Von König Matthias II. erwarb die Stadt Bergreichenstein 1617 schließlich für 4200 Schock Meißnische Groschen auch die Burg Karlsberg einschließlich des Dorfes Gayerle (Kavrlík) und vier wüster Höfe. Im 17. Jahrhundert machte sich eine zunehmende Erschöpfung der oberflächennahen Goldvorkommen bemerkbar; durch den Dreißigjährigen Krieg kam der Bergbau gänzlich zum Erliegen. Dies führte zum Niedergang der Stadt, in der im Jahre 1654 nur noch ca. 100 Menschen lebten. Neue Erwerbsquellen wurden in der Holzverarbeitung, im Handel mit Glas, Holz, Papier, aber auch durch die Viehzucht gefunden. Später wurde der Goldbergbau durch das k.k. Aerar wieder aufgenommen, blieb aber wenig ertragreich. 1805 wurde im Schlossrevier der letzte Bär geschossen.
Im Jahre 1838 umfasste die königliche Bergstadt und das Dominium Bergreichenstein eine Nutzfläche von 16912 Joch 430 Quadratklafter (97,33 km²); davon entfielen 11491 Joch 624 Quadratklafter (66,13 km²) auf die Stadt Bergreichenstein und 5420 Joch 1406 Quadratklafter (31,20 km²) auf die Reichensteiner Dörfer. Der darin enthaltene Waldbesitz von insgesamt 8763 Joch 658 Quadratklafter (50,43 km²) wurde in vier Forstrevieren bewirtschaftet; ein Teil des geschlagenen Holzes wurde vertraglich der fürstlich Schwarzenbergischen Schwemmanstalt zur Verflößung nach Prag überlassen. Auf dem Territorium, das die Stadt Bergreichenstein, die Dörfer Gayerle, Rindlau (Žlíbek), Duschowitz (Tuškov), Unterhöfen (Dolní Dvorce), Oppellitz (Opolenec), Pilsenhof (Plzenec), Liedlhöfen (Lídlovy Dvory), Vogelsang (Podlesí), Rothseifen (Červená), Nitzau, Jettenitz, Millau, Brunn- und Stüberhäuser, Reckerberg, Goldbrunn, Innergefield, Haidl, Zwoischen (Svojše), Groß-Ziegenruck (Velký Kozí Hřbet), Klein-Ziegenruck (Malý Kozí Hřbet) und Schröbersdorf sowie 26 Häuser von Nezditz, acht Häuser von Ostružno und je sieben Häuser von Pohorsko und Damitsch umfasste, lebten 4593 größtenteils deutschsprachige Personen. Von den sechs Meierhöfen waren vier (Dornhof, Neuhof, Kaiserhof, Buchingenhof) emphyteutisiert und die anderen beiden (Haidlerhaus, Neuhaus) verpachtet. Die größten Unternehmen auf dem Dominium waren zwei Glashütten mit insgesamt 106 Beschäftigten und die Papierfabrik bei Liedlhöfen mit 14 Arbeitern. Auf dem Dominium lagen die beiden nicht untertänigen Fiskal-Freihöfe Höllhof (Peklo) und Bayerhof (Bajerov). Die königliche Gold-Bergstadt Bergreichenstein bzw. Kassperské Hory bestand aus 199 Häusern mit 1752 Einwohnern. Verwaltet wurde sie durch einen aus dem Bürgermeister, einem Rat und Sekretären bestehenden Magistrat. Unter dem Patronat der Stadt standen die Dekanalkirche St. Margaretha und eine dreiklassige Schule mit einer weiblichen Industrialklasse. Außerdem gab es in Bergreichenstein ein Rathaus, ein städtisches Bräuhaus mit unter 123 Bürgern aufgeteilter Braugerechtigkeit und ein k.k. Schichtamt. Westlich der Stadt lag die von einem Friedhof und drei Kapellen umgebene alte Kirche des heiligen Nikolaus. Südlich, am Zollerbach, lagen die Häuselmühle und die Mittermühle, die beide der Stadt gehörten, sowie eine Hammerschmiede und östlich davon zwei Glasschleifereien. In der Nähe der Stadt wurde ein k.k. Goldbergwerk mit knapp 30 Bergleuten betrieben. Die Bewohner der Stadt lebten vom Feldbau und der Viehzucht; außerdem gab es 80 Gewerbebetriebe. In Bergreichenstein wurden vier Jahrmärkte abgehalten, die jedoch keine größere Bedeutung hatten. Die Dekanalkirche St. Margaretha war Pfarrkirche der Stadt und der Dörfer Gayerle, Rindlau, Duschowitz, Unterhöfen, Oppellitz, Liedlhöfen, Vogelsang, Rothseifen, Zosum, Höllhof sowie der rechts der Losnitz gelegenen Häuser von Pilsenhof. Bis zur Mitte des 19. Jahrhunderts war die Stadt Bergreichenstein Sitz und Amtsort des Dominiums Bergreichenstein.
Nach der Aufhebung der Patrimonialherrschaften bildete Bergreichenstein/Kašperské Hory ab 1850 eine Stadtgemeinde im Gerichtsbezirk Bergreichenstein. Die Stadt wurde Sitz eines Bezirksgerichts. In der zweiten Hälfte des 19. Jahrhunderts hielt die Zündholzindustrie Einzug. Ab 1868 gehörte Bergreichenstein zum Bezirk Schüttenhofen. 1878 wurde in der Stadt eine Fachschule für Holzverarbeitung eröffnet. Im selben Jahre erwarb der Tischler und Kaufmann Franz Watzlawick eine Holzdreherei im unteren Losnitztal an der Flurgrenze zu Unterreichenstein, die er zunächst unter dem Namen Erste österreich-ungarische Kinderwagenräder-Fabrik Franz Watzlawick ausbaute und später in Bohemia Werke Bergreichenstein umfirmierte. 1890 hatte Bergreichenstein 2425 Einwohner, davon 93 Tschechen und 1930 2289 Einwohner, davon 186 Tschechen. Die Bohemia Werke konnten sich während der Weltwirtschaftskrise zu einem der größten holzverarbeitenden Betriebe im Böhmerwald konsolidieren und übernahmen noch Beschäftigte der stillgelegten Glashütte in Klostermühle; die mehrfachen Bemühungen um einen Eisenbahnanschluss blieben jedoch erfolglos. In den 1930er Jahren hatte das Unternehmen, zu dem auch ein Sägewerk in Ferchenhaid gehörte, 230–250 Beschäftigte. Zu Heiligabend 1937 stürzte bei Schlechtwetter am Knappenberg  (Huťská hora) bei Vogelsang die Wibault-Penhoet 282 F – AMYD der Air France auf dem Flug von Bukarest über Wien und Prag nach Paris ab, wobei die beiden Besatzungsmitglieder und der einzige Passagier, der Anwalt Karel Flanderka, starben. Dieser Flugzeugabsturz in der Zeit der Sudetenkrise löste in der Tschechoslowakei öffentliche Spekulationen über eine Sabotage seitens des Deutschen Reiches aus, da Flanderka auf dem Weg zu seinem in Paris lebenden Bruder Otakar, dem Vorsitzenden der tschechoslowakischen Auslandskolonie in Frankreich, war; er erwies sich jedoch als Unfall. Nach dem Münchner Abkommen wurde Bergreichenstein dem Deutschen Reich zugeschlagen und zur Kreisstadt erhoben. Zugleich wurde der Ortsteil Zosum von Nezditz abgetrennt und in die Stadt eingegliedert. Von 1939 bis 1945 war die Stadt Sitz des bayerischen Landkreises Bergreichenstein. 1939 lebten in Bergreichenstein mit Zosum 2635 Personen. Während des Zweiten Weltkrieges wurde ein Großteil der Belegschaft der Bohemia Werke zur Wehrmacht eingezogen. Die auf Munitionskisten umgestellte Produktion wurde nur durch den Einsatz von Kriegsgefangenen und Zwangsarbeitern aufrechterhalten.
Nach dem Zweiten Weltkrieg kam die Stadt wieder zur Tschechoslowakei, sowohl der Status als Kreissitz als auch die Eingemeindung von Ždánov wurden aufgehoben. Die Bohemia Werke, die zu dieser Zeit nur noch 37 Beschäftigte hatten, wurden verstaatlicht. Die meisten deutschsprachigen Bewohner von Bergreichenstein wurden vertrieben. Ihr Vermögen durch das Beneš-Dekret Nr. 108 konfisziert und die katholischen Stadtkirchen in der Tschechoslowakei enteignet. Der staatliche Verwalter der Bohemia Werke versuchte dies hinauszuzögern und die Fachleute zu halten, da er befürchtete, dass die Neusiedler den schweren Arbeitsbedingungen und der Situation als Pendler nicht gerecht würden. Schließlich wurde die Kinderwagenproduktion eingestellt und das Werk in eine Montagewerkstatt für Küchenmöbel umgewandelt; später wurde es von der Firma Solo als Fabrikgebäude genutzt. 1947 wurden Kavrlík und Žlíbek eingemeindet. Im Jahre 1950 hatte die Stadt 1539 Einwohner, im Zuge der Aufhebung des Okres Sušice wurde Kašperské Hory 1960 dem Okres Klatovy zugeordnet.
In der ehemaligen Mlýn Na rybníce (Weihermühle) am Zlatý potok wurde 1960 durch das Geophysikalische Institut der Tschechoslowakischen Akademie der Wissenschaften eine seismologische Station eingerichtet; zwischen 1964 und 1989 registrierte die Station mit der internationalen Kennung KHC weltweit die meisten seismischen Ereignisse. 1961 wurden Červená (mit Lídlovy Dvory und Podlesí) und Tuškov (mit Dolní Dvorce und Opolenec) eingemeindet. Ende der 1980er Jahre gab das Unternehmen Solo die Fabrik bei Kašperské Hory auf. 1990 lebten in Kašperské Hory 1528 Personen.

### Einwohnerentwicklung
| Volkszählung | Einwohner gesamt | Nationalität | Nationalität | Nationalität |
| Jahr         | Einwohner gesamt | Deutsche     | Tschechen    | Andere       |
| ------------ | ---------------- | ------------ | ------------ | ------------ |
| 1890         | 2.425            | 2.332        | 93           | 0            |
| 1900         | 2.221            | 2.081        | 124          | 0            |
| 1930         | 2.289            | 2.103        | 186          | 0            |
| 1939         | 2.635            | -            | -            | -            |
| 1950         | 1.539            | -            | -            | -            |
| 1990         | 1.528            | -            | -            | -            |

## Städtepartnerschaft
Aufgrund der historischen Beziehungen über den Goldenen Steig hinweg besteht seit 1991 eine Städtepartnerschaft mit Grafenau im Bayerischen Wald.

## Kultur und Sehenswürdigkeiten

### Museen
- Böhmerwaldmuseum
- Museum historischer Motorräder und Spielzeuge

### Bauwerke
- Dekanalkirche der heiligen Margaretha, sie entstand in der zweiten Hälfte des 14. Jahrhunderts und ist seit 1396 als Pfarrkirche des heiligen Leonhard nachweislich. Die Erhebung zur Dekanalkirche erfolgte 1796. Im Jahre 1883 wurde sie neogotisch umgebaut und erhielt einen neuen Turm.[18]
- Bergkirche des heiligen Nikolaus, nordwestlich der Stadt in Svatá Anna. Der dreischiffige Bau wurde zu Beginn des 14. Jahrhunderts errichtet und war die erste Pfarrkirche der Stadt.[19]
- Begräbniskapelle der heiligen Anna in Svatá Anna. Sie entstand wahrscheinlich zusammen mit der St.-Nikolaus-Kirche und wurde 1757 barock umgestaltet.
- Wallfahrtskirche Maria Schnee am südlichen Stadtrand, der neoromanische Bau entstand 1850–1867 nach Plänen des örtlichen Maurermeisters Johann Buchinger.[20]
- Statue des heiligen Johannes von Nepomuk auf dem Markt
- Rathaus, am Markt. Das ehemalige Freihaus der Burg Karlsberg wurde der Stadt 1551 von der Witwe des Georg von Loxan übereignet, der es 1539 von König Ferdinand I. als Schenkung erhalten hatte. Seit 1597 dient der Renaissancebau als Rathaus. Die Stuckfassade wurde beim letzten Umbau in den 1770er Jahren geschaffen und wird dem Baumeister Philipp Heger zugeschrieben. Zwischen 1850 und 1938 war das Rat auch der Sitz des Bezirksgerichts.[21]
- Dekanatgebäude, am Markt
- Ehemalige Goldschmelzhütte, archäologische Fundstätte
- Burg Kašperk (Karlsberg) auf dem Zámecký vrch, nördlich der Stadt
- Burgruine Pustý hrádek (Oedschlössel) auf dem Zámecký vrch, nördlich der Stadt
- Steinerner Pranger aus dem Jahre 1630, westlich der Stadt am Fuße des Šibeniční vrch[22]

### Regelmäßige Veranstaltungen
Alle zwei Jahre wird Anfang September das historische Stadtfest veranstaltet.

## Trivia
Ort des Geschehens ist die Stadt in den Romanen und Geschichten des Schriftstellers Karel Klostermann, dessen Vater in Bergreichenstein als Arzt und Bürgermeister wirkte. Die Familie des Kommunikationsforschers Paul Watzlawick stammt väterlicherseits aus Bergreichenstein, der Großvater des Wissenschaftlers, der Unternehmer Franz Watzlawick, war Ende des 19. Jahrhunderts Bürgermeister der Stadt.

## Söhne und Töchter der Stadt
- Johannes Cardinalis von Bergreichenstein (* um 1375, † nach 1428), Schriftgelehrter und Diplomat, Schüler des Reformators Jan Hus
- Joseph Hahn (1917–2007), Maler und Lyriker
- Emmerich Smola (1922–2011), Dirigent
- Otto Franz Geyer (1924–2002), deutscher Geologe und Paläontologe
- Kurt Raab  (1941–1988), Schauspieler
- Erhard Gattermann, ehemaliger Trainer der Deutschen Ski-Nationalmannschaft
- Renate Kramer-Preisenhammer, geb. 7. Juli 1922, Grande Dame der Wiener Klavierpädagogik